# Brezovik (Nikšić)
Pour les articles homonymes, voir Brezovik.
Brezovik (en serbe cyrillique: Брезовик) est un village de l'ouest du Monténégro, dans la municipalité de Nikšić.

## Démographie

### Évolution historique de la population
| 1948 | 1953 | 1961 | 1971 | 1981 | 1991 | 2003 |
| ---- | ---- | ---- | ---- | ---- | ---- | ---- |
| 200  | 216  | 308  | 264  | 308  | 311  | 334  |